# Бірша Мотрона Вікторівна
Мотрона Вікторівна Бірша (5 листопада 1905, місто Рибниця, тепер Придністровська Молдавська Республіка, Молдова — ?) — молдавська радянська діячка, майстер цеху Тираспольського консервного заводу імені Ткаченка. Кандидат у члени ЦК КП(б) Молдавії в 1941—1949 роках. Член ЦК КП(б) Молдавії в 1949—1951 роках. Депутат Верховної Ради Молдавської РСР 1—4-го скликань.

## Життєпис
Народилася в родині робітників. Освіта початкова. 
З 1914 до 1920 року наймитувала у підприємця Бурдюжа.
У 1920—1928 роках — робітниця кам'яних розробок; робітниця цукрової плантації в місті Рибниці.
З 1928 до 1930 року працювала в колгоспі «Красный Октябрь» села Воронково Рибницького району Молдавської АРСР.
У 1930—1932 роках — на будівництві у місті Тирасполі.
У 1932 — липні 1941 року — робітниця, бригадир, начальник зміни, майстер цеху Тираспольського консервного заводу імені Ткаченка. Новатор виробництва.
Член ВКП(б) з 1939 року.
Під час німецько-радянської війни перебувала в евакуації.
У 1944—1960 роках — змінний майстер фруктового цеху Тираспольського консервного заводу імені Ткаченка Молдавської РСР.
З 1960 року — персональний пенсіонер.
Подальша доля невідома.

## Нагороди
- орден Леніна (1949)
- медалі
- грамота Президії Верховної ради Української РСР